# Cellnex
Cellnex Telecom — испанская компания, занимающаяся управлением телекоммуникационной инфраструктурой. Компания обеспечивает работу теле- и радиостанций Испании, а также базовых станций сотовых операторов в Испании и ряде других стран Европы. Компания была образована в 2015 году отделением от Abertis, штаб-квартира расположена в Барселоне.

## История
Формирование компании началось в 2000 году, когда оператор платных дорог и другой инфраструктуры компания Acesa купила контрольный пакет акций телекоммуникационной компании Tradia Telecom (созданной в 1999 году). В 2003 году Acesa сменила название на Abertis, а её телекоммуникационное подразделение стало называться Abertis Telecom. В 2005 году Abertis Telecom начало развивать в Испании сеть цифрового эфирного телевещания. В 2012 году у Telefónica была куплена её сеть из 1000 базовых станций сотовой связи. В 2014 году была куплена итальянская компания TowerCo, оператор базовых станций вдоль автомагистралей. В марте 2015 года было куплено 90 % акций итальянской компании Galata, в собственности которой находилось более 7 тыс. базовых станций, до этого она принадлежала компании Wind, дочерней структуре ВымпелКом в Италии. Позже в том же 2015 году Abertis Telecom сменила название на Cellnex Telecom и стала независимой компанией, разместив свои акции на испанских фондовых биржах. В 2016 году была куплена ещё одна итальянская компания, CommsCon (оператор базовых станций в местах с высокой концентрацией абонентов) и две нидерландские компании (Protelindo-Netherlands и Shere Masten). В 2017 году компания вышла на рынок Швейцарии, купив оператора базовых станций Swiss Towers AG. В 2019 году за 2 млрд фунтов стерлингов было куплено телекоммуникационное подразделение британской компании Arqiva, а также ещё более 10 тыс. базовых станций во Франции, Италии и Швейцарии. В 2020 году в Португалии были куплены компании OMTEL и NOS Towering, а также куплено 25 тыс. базовых станций у CK Hutchison Holdings в Италии, Великобритании, Ирландии, Австрии, Швеции и Дании. В 2021 году были поглощены компании Hivory (Франция) и Polkomtel Infrastruktura (Польша). С 2022 года Cellnex начала развитие сотовой связи стандарта 5G в Испании и Франции.

## Собственники и руководство
По состоянию на начало 2024 года значимыми акционерами компании были семья Бенеттон (9,9 % акций через компанию Edizione), The Children's Investment Fund Management (9,39 %), GIC (6,73 %), CPP Investment Board (5,19 %), BlackRock (5,04 %), CK Hutchison Holdings (4.83 %), La Caixa (4.77 %) и Государственный пенсионный фонд Норвегии (3,0 %).

## Деятельность
По состоянию на 2023 год компании принадлежало 113 тыc. базовых станций сотовой связи в 12 странах Европы: Испания (10,5 тыс.), Италия (22,2 тыс.), Польша (16,0 тыс.), Австрия (4,6 тыс.), Швеция (3,1 тыс.), Дания (1,6 тыс.), Франция (23,7 тыс.), Ирландия (2,0 тыс.), Нидерланды (4,1 тыс.), Швейцария (5,5 тыс.), Португалия (6,5 тыс.) и Великобритания (13,2 тыс.). Предоставление в пользование базовых станций операторам сотовой связи в 2023 году принесло 91 % выручки компании.
Другими направлениями деятельности являются обеспечение работы передатчиков цифрового эфирного телевидения (DTT) и радиостанций (FM и DAB/DAB+) в Испании, а также развитие и обслуживание частных телекоммуникационных сетей.
Выручка компании за 2023 год составила 4,05 млрд евро, основными рынками были Италия (20 % выручки), Франция (20 %), Великобритания (16 %), Испания (15 %), Польша (12 %), Швейцария (4 %), Португалия (4 %), Нидерланды (4 %), Австрия (2 %).
В списке крупнейших публичных компаний мира Forbes Global 2000 за 2023 год Cellnex Telecom заняла 1159-е место.